# 9. vlada Republike Slovenije
9. vlada Republike Slovenije je svoj mandat nastopila 21. novembra 2008, potem ko je bila potrjena v državnem zboru. Mandatar za sestavo vlade je postal Borut Pahor, ki je nato bil potrjen za predsednika vlade. Vladno koalicijo so sestavile politične stranke: Socialni demokrati (SD), Zares - nova politika (Zares), Demokratična stranka upokojencev Slovenije (DeSUS) in Liberalna demokracija Slovenije (LDS). Sprva je vlado zapustila DeSUS (9. maj 2011), nato pa še Zares (27. junij 2011), s čimer je postala manjšinska vlada.
20. septembra 2011 je bila vladi izglasovana nezaupnica, tako da je do sestave nove vlade februarja 2012 opravljala le tekoče zadeve. S tem je vlada postala tretja vlada v zgodovini samostojne Slovenije (po 1. in 4. vladi), ki je predčasno končala svoj mandat.

## Zgodovina

### Sestavljanje in potrditev vlade
Po objavi uradnih rezultatov je predsednik zmagovalne stranke Borut Pahor začel pogovore z ostalima dvema strankama levega trojčka ter strankama SLS in DeSUS. 13. oktobra je glavni odbor SLS sklenil, da ne bodo vstopili v koalicijo. Zaradi tega in na podlagi volilnega rezultata je postalo razvidno, da je potreben vstop DeSUS v novo koalicijo, če želi le-ta imeti večino v državnem zboru. Toda 16. oktobra je Karl Erjavec začasno prekinil koalicijska pogajanja, ker je Pahor zavračal možnost, da bi Erjavec obdržal položaj ministra za obrambo. Po posredovanju poslanske skupine DeSUSa so se pogajanja nadaljevala in Karl Erjavec je pristal na položaj ministra za okolje. Posledično se je sestavila koalicija:
- Socialni demokrati,
- Zares - nova politika,
- Demokratična stranka upokojencev Slovenije in
- Liberalna demokracija Slovenije.

Med 17. in 20. novembrom so v državnem zboru potekale predstavitve kandidatov za ministre; vsi ministri so prejeli potrditev s strani matičnih odborov. Vlado je državni zbor potrdil 21. novembra, s 56 glasovi za in 30 proti. Istega dne je potekala zaprisega vseh članov vlade in Janša ter Pahor sta izvedla primopredajo vlade.

### Delovanje vlade

#### 2008
V ponedeljek, 24. novembra 2008, se je izvršila še večina primopredaj na ministrstvih. Edini, ki ni prevzel ministrstva, je bil Boštjan Žekš, saj je prevzel vodenje službe, ki je ni bilo v predhodni vladi. Istega dne je novo vlado spreje tudi predsednik Republike Slovenije, Danilo Türk.
Ker je predsednik Türk pred iztekom mandata prejšnje vlade zavrnil imenovanje nekaterih kandidatov za veleposlaniška mesta, med njimi tudi bivšega zunanjega ministra Dimitrija Rupla, je Pahor Rupla 27. novembra imenoval za svojega svetovalca in posebnega odposlanca za zunanje zadeve. To je povzročilo veliko nemira znotraj same koalicije, pri čemer je 8. decembra predsednica LDS in notranja ministrica Katarina Kresal zagrozila z izrednim vrhom koalicije. K temu je bistveno pripomoglo tudi Pahorjevo opravičilo Anžetu Logarju, bivšemu direktorju vladnega urada za komuniciranje, ki je bil nesporazumno razrešen; Pahor mu je nato ponudil mesto tiskovnega predstavnika vlade, ki pa ga je Logar zavrnil.
30. novembra je Pahor imenoval ministra Mitjo Gasparija za svojega namestnika v primeru njegove odsotnosti.
Od predhodne vlade je Pahorjeva vlada prevzela tudi t. i. afero Patria. 4. decembra je umaknila oznako zaupno z dokumentov o izvajanju pogodbe s Patrio.
10. decembra je vlada sklenila imenovati delovno skupino, ki naj bi v roku dveh tednov izdelala vladno odločitev glede vladnega letala Falcon, za katero je zapadla najemna pogodba.
15. decembra je vlada sprejela sklep o končanju misije Slovenske vojske v Iraku.
26. decembra sta Pahor in obrambna ministrica Ljubica Jelušič obiskala Kosovo in tam sodelujoče slovenske vojske ter policiste v misijah KFOR, EULEX in UNMIK.

#### 2009
7. januarja 2009 je vlada razrešila (z dnevom nastopa 12. januarja) generalnega sekretarja na MVZT Martina Pluta (na njegov predlog); predhodno so mediji objavili novico, da je Plut pritiskal na uslužbenko ministrstva, ki je vodila postopek glede ustanovitve Nove univerze. Pluta je zamenjal Mirko Stopar, dotedanji svetovalec načelnika GŠSV. Na isti seji je vlada imenovala tudi v.d. generalnega direktorja policije Matjaža Šinkovca za dobo največ šest mesecev.
15. januarja je vlada na seji razveljavila odločbo MVZT glede vpisal Nove univerze v razvid visokošolskih zavodov. Že 22. januarja pa je vlada preklicala svoj sklep iz 15. januarja zaradi odločitve Upravnega sodišča RS.
9. februarja je Državni zbor Republike Slovenije ratificiral vstop Albanije in Hrvaške v NATO kot tudi potrdil zaključni račun državnega proračuna za leto 2007.
13. marca so vlada in reprezentantivni sindikati javnega sektorja podpisali aneks h kolektivni pogodbi za javni sektor, s katerim je bil realiziran dogovor o varčevalnih ukrepih glede plač javnih uslužbencev.
1. aprila je Državni zbor RS zavrnil interpelacijo proti Kresalovi, katera je bila vložena zaradi njenega delovanje glede izbrisanih.
23. aprila je vlada na predlog obrambne ministrice Jelušič razrešila generalpodpolkovnika Albina Gutmana s položaja načelnika Generalštaba Slovenske vojske ter hkrati na položaj imenovala generalmajorja Alojza Šteinerja (z dnem nastopa 1. maja istega leta).
30. aprila je vlada imenovana Nacionalno koordinacijsko skupino za primer pandemije gripe.

#### 2010
9. maja je svet stranke DeSUS sprejel potrdilno mnenje na odločitev izvršnega odbora, da stranka zapusti koalicijo. Istočasno so sporočili, da pričakujejo, da bodo državni funkcionarji, ki spadajo v njihovo kvoto, odstopili še isti dan oz. najkasneje naslednji dan. Edini preostali minister iz DeSUS-a Žarnić je že napovedal, da bo spoštoval odločitev stranke, hkrati pa dejal, da bo ostal minister, če ga bo zato zaprosil Pahor. Slednji ga je še isti dan tudi to zaprosil. V tem primeru pa je Erjavec dejal, da Žarnić ne bo več deloval kot njihov član.

#### 2011
25. januarja je poslanska skupina nepovezanih poslancev prejela formalno povabilo za vstop v vladno koalicijo; 15. februarja se je poslanska skupina dogovorila, da se o vstopu v koalicijo ne bodo dogovarjali kot poslanska skupina, ampak ločeno.
Aprila je bil dosežen dogovor s Avstrijo glede dvojezičnih napisov, aktivno pa je tudi reševanje vprašanj z Italijo.
27. junija je koalicijo zapustila še druga koalicijska podpisnica - stranka Zares; posledično so vladno ekipo zapustile še tri preostale ministrice iz sestave Zaresa.

### Odstopi
Že kmalu po začetku vzpostavitve vlade se je soočila z nekaterimi težavami. Kot prvi višji uradnik je 4. decembra 2008 odstopil Slavko Ziherl s položaja državnega sekretarja na zdravstvenem ministrstvu zaradi Pahorjevega imenovanja Rupla za njegovega svetovalca in posebnega odposlanca za zunanje zadeve. 10. decembra je vlada imenoval Ivana Eržena na izpraznjeno mesto.
Kot prva ministrica je 12. oktobra 2009 vlado zapustila Zlata Ploštajner zaradi osebnih in zdravstvenih razlogov; 22. oktobra istega leta jo je zamenjal Henrik Gjerkeš.
Sledil ji je minister Karl Erjavec zaradi poziva Računskega sodišča RS zaradi nepravilnosti na ministrstvu; odstopil je 26. januarja 2010. 12. februarja 2010 ga je na ministrskem položaju nasledil Roko Žarnić.
Zaradi afere bulmastifi in letalski muzej je odstopil kmetijski minister Milan Pogačnik, s tem pa je bila zamenjena tudi državna sekretarka na kmetijskem ministrstvu Sonja Bukovec. Ministra je 5. maja istega leta nasledil Dejan Židan.
Borut Miklavčič je v začetku marca 2010 pričel iskati svojega naslednika zaradi zdravstvenih razlogov, potem ko je doživel lažjo možgansko kap. 7. aprila 2010 ga je nasledil Dorjan Marušič.
8. julija 2010 je po težavah pri projeku 6. bloka Termoelekrarne Šoštanj odstopil Matej Lahovnik, minister za gospodarstvo, zaradi nestrinjanja z delovanjem ministra Gregorja Golobiča v aferi Ultra. Pahor je 12. julija predlagal Darjo Radić, da zamenja Lahovnika. Radićeva je bila 16. julija v državnem zboru potrjena in še istega dne sta z Lahovnikom opravila primopredajo.
22. oktobra 2010 je zaradi očitkov o nepravilnostih pri nakupu in obnovi hiše v ljubljanskih Murglah odstopila Simona Dimic, vodja kabineta predsednika vlade. Slednji je 25. oktobra za vršilko dolžnosti vodje kabineta imenoval Jadranko Gustinčič.
Novembra 2010 je podal odstop Uroš Krek, državni sekretar na ministrstvu za obrambo, pri čemer je bil razrešen šele 13. januarja 2011. Zamenjal ga je Boris Balant.
21. decembra 2010 je odstopil Henrik Gjerkeš (minister za lokalno samoupravo in regionalni razvoj), potem ko je predhodno noč vozil pod vplivom alkohola in so policisti z njim opravili test vinjenosti. 11. januarja 2011 je bila v državnem zboru izvoljena njegova naslednica: Duša Trobec Bučan.
18. aprila 2011 je nepreklicno s položaja odstopila Trobec Bučanova, ki je bila ministrica za lokalno samoupravo in regionalni razvoj dobre tri mesece. Naslednji dan pa sta Izvršni odbor DeSUS in Poslanska skupina DeSUS sklenila, da priporočita Svetu stranke DeSUS, da naj stranka zapusti koalicijo; slednji bo imel sejo 6. maja. V primeru če bo svet stranke podprl izstop iz vladne koalicije, bo vlado zapustil še minister Žarnić. Tretjega ministra, Svetlika, ki spada v sklop kvote DeSUS, pa se je stranka slednjemu odpovedala že 11. aprila po propadlem referendumu o malem delu. Na vrhu koaliciji, ki je prav tako potekal 19. aprila, je Golobič predlagal, da odstopijo vsi predsedniki koalicijskih strank iz vladnih položajev (Kresal, Golobič, Pahor). 21. aprila je Pahor sporočil, da bo Trobec Bučanovo začasno nadomestil minister Žekš. Slednji bo ostal vodja službe do imenovanja predstojnika službe, Pahor pa ne namerava imenovati novega ministra.
21. aprila, po seji vlade, je minister za visoko šolstvo, znanost in tehnologijo ter predsednik Zaresa Golobič napovedal odstop iz ministrskega položaj in sicer naj bi to storil po prihodnjih referendumih. Isti dan ob 20:00 pa je za oddajo RTV SLO Pogledi Slovenije izjavil, da bo odstopil že pred referendumi ter da se bo vrnil na poslansko mesto. Po sestanku, 22. aprila, s Pahorjem je Golobič napovedal svoj odstop na dan pred referendumi.
9. maja je svet stranke DeSUS sprejel potrdilno mnenje na odločitev izvršnega odbora, da stranka zapusti koalicijo. Istočasno so sporočili, da pričakujejo, da bodo državni funkcionarji, ki spadajo v njihovo kvoto, odstopili še isti dan oz. najkasneje naslednji dan. Edini preostali minister iz DeSUS-a Žarnić je že napovedal, da bo spoštoval odločitev stranke, hkrati pa dejal, da bo ostal minister, če ga bo zato zaprosil Pahor. Slednji ga je še isti dan tudi to zaprosil. V tem primeru pa je Erjavec dejal, da Žarnić ne bo več deloval kot njihov član.
Gregor Golobič, minister za visoko šolstvo, znanost in tehnologijo, je 2. junija 2011 podal odstopno izjavo. Njegov položaj je 23. junija začasno (za tri mesece) prevzel minister Igor Lukšič.
Ker se predsednik vlade Pahor ni odzval na zahtevo Zaresa po temeljiti rekonstrukciji vlade, je 27. julija Zares zapustila koalicijo in ministrske položaje so zapustile še vse tri preostale ministrice iz vrst Zaresa: ministrica za gospodarstvo Darja Radić, ministrica za javno upravo Irma Pavlinič Krebs in ministrica za kulturo Majda Širca. 29. junija je Pahor imenoval začasna ministra (vse iz kvote SD) in sicer: Mitja Gaspari za gospodarsko ministrstvo in Boštjan Žekš za kulturno ministrstvo, medtem ko se je sam odločil (s pomočjo generalne sekretarke vlade Helene Kamnar) prevzeti ministrstvo za javno upravo. Uradno so funkcije trem ministricam potekle 11. julija 2011, ko se je z njihovim odstopom seznanil državni zbor.
9. avgusta je Računsko sodišče Republike Slovenije podalo revizijsko poročilo Zagotavljanje poslovnih prostorov za potrebe Ministrstva za notranje zadeve, v katerem je podalo negativno mnenje glede najema stavbe za Nacionalni preiskovalni urad (kateri je bil sklenjen v času aktualne vlade pod Katarino Kresal), kot tudi negativno mnenje glede najema t. i. Matejeve palače za potrebe MNZja (v času 8. vlade pod ministrom Matejem) Kresalova je isti dan ponudila odstop Pahorju, ki pa ga slednji ni sprejel. Naslednji dan je Komisija za preprečevanje korupcije Republike Slovenije izdala načelni mnenji glede najema stavbe NPU, pri čemer je ugotovila koruptivno dejanje. Kresalova je nato, kljub temu da se ne strinja z mnenjem protikorupcijske komisije, isti dan (10. avgusta) nepreklicno odstopila. 19. avgusta istega leta jo je Državni zbor RS formalno razrešil s položaja; do imenovanja njenega naslednika še vedno opravlja tekoče zadeve.
Na prvi popočitniški seji vlade je Pahor 25. avgusta sklenil, da bo na izvolitev novih ministrov vezal zaupnico vlade; ime slednjih naj bi poslal v državni zbor v začetku septembra.
29. avgusta je Pahor Državni zbor obvestil, da bo notranje ministrstvo začasno prevzel pravosodni minister Aleš Zalar. Pri tem je Pahor tudi omenil možnost o trajni združitvi teh dveh ministrstev po vzoru nekaterih evropskih držav; glede tega so nekateri pravni strokovnjaki dejali, da ustavno ni sporen Zalarjev prevzem ministrstva, niso pa naklonjeni trajni združitvi teh dveh ministrstev kot dveh vzvodov oblasti. Zalar je položaj prevzel 2. septembra 2011, ko se je s tem seznanil Državni zbor.
Konec avgusta in v začetku septembra so se pričela pojavljati imena možnih kandidatov za ministre; LDS naj bi tako predlagala naslednje kandidate: Tomaž Orešič (za gospodarstvo), Branko Janc (za notranje zadeve) in Jožef Školc (za kulturo), medtem ko naj bi SD predlagala naslednje kandidate: Tamara Lah Turnšek (za visoko šolstvo) in Ksenija Globokar (za javno upravo).
7. septembra, ko sta imena kandidatov za ministre potrdila tako SD in LDS, so bili tudi neuradno predstavljeni kandidati: Tomaž Orešič za gospodarskega ministra, Branko Jarc za notranjega ministra, Tamara Lah Turnšek za visokošolsko ministrico, Zdenka Vidovič za ministrico za javno upravo in Samo Bevk za kulturnega ministra. Naslednji dan je Pahor tudi uradno potrdil vse kandidate in ponovno potrdil, da bo na izvolitev kandidatov vezal zaupnico vlade.
Potem ko je 9. septembra 2011 kriminalistična policija preiskala njegovo pisarno v povezavi z afero NPU, je nepreklicno odstopil državni sekretar na notranjem ministrstvu Damjan Lah.
20. septembra je Državni zbor Republike Slovenije v paketnem glasovanju zavrnil vse ministrske kandidate (s 36 glasovi za in 51 proti); ker je Pahor na njihovo izvolitev vezal tudi zaupnico vladi, je bila posledično izglasovana tudi nezaupnica.
Zaradi preiskave proti Andreju Horvatu glede koruptivnega delovanja pri izvajanju zakona o razvojni podpori Pomurski regiji v obdobju 2010-2015 je slednji 17. junija ponudil svoj odstop, katerega je Pahor sprejel 19. in vlada potrdila 20. oktobra.<

### Interpelacije
23. februarja 2009 je SDS vložila prvo interpelacijo v tem mandatu in sicer proti notranji ministrici Katarini Kresal in sicer zaradi njenega delovanja glede izbrisanih. Povod za samo interpelacijo pa je bila napoved začetka izdajanja dopolnilnih odločb izbrisanim.
9. februarja 2010 sta poslanski skupini SLS in SDS vložili interpelacijo o delu in odgovornosti ministra za kmetijstvo, gozdarstvo in prehrano Milana Pogačnika. V utemeljitvi so se sklicevali na ministrovo objektivno odgovornost zaradi kršitev oziroma nespoštovanja več členov ustave in suma povzročitve kaznivega dejanja ter zaradi kršitve členov zakona o vladi in novele zakona o zaščiti živali, ki so se zgodili v okviru afere bulmastifi. Interpelacija pa ni prišla na državnozborsko obravnavo, saj je Pogačnik 10. marca odstopil, en dan po policijskem pridržanju v zvezi z iskanjem podpore pri Zmagu Jelinčiču Plemenitemu pri interpelaciji v zameno za zemljišča za letalski muzej v Murski Soboti.
23. februarja 2010 so poslanske skupine SDS, SLS in SNS vložile drugo interpelacijo (med drugim) v povezavi z afero bulmastifi in sicer proti ministrici za notranje zadeve Katarini Kresal; to je bila njena druga interpelacija v mandatu. V obrazložitvi interpelaciji so vlagatelji Kresalovi očitali politično, poslovno in klientelistično vplivanje in delovanje pri vrniti bulmastifov pokojnemu Sašu Baričeviču ter najemu prostorov za Nacionalni preiskovalni urad (NPU). Interpelacija je bila na državnozborski seji 21. aprila istega leta; za je glasovalo 38 in 40 proti interpelaciji, tako da slednja ni uspela.
29. julija 2010 sta poslanski skupini SDS in SNS vložili o delu in odgovornosti ministra za šolstvo in šport Igorja Lukšiča in sicer zaradi nepravilnosti pri izvajanju razpisa za sofinanciranje športnih objektov, ki ga je 2. julija objavilo ministrstvo in sicer, da je bil selektivno naravnan samo za projekt Stožice. 24. septembra je bila interpelancija obravnavana na državnozborski seji in bila zavrnjena s 23 glasovi za in 46 glasovi proti razrešitvi.

### Referendumi
V času mandata 9. vlade Republike Slovenije so bili izpeljani naslednji (državni) referendumi:
- Referendum o ratifikaciji Arbitražnega sporazuma med Slovenijo in Hrvaško (potekal 6. junij 2010; na referendumu je vladni predlog podprlo 51,48 % volivcev, proti pa je bilo 48,52 %;[100]);
- Referendum o RTV (potekal 13. decembra 2010; volivci so zavrnili vladni predlog zakona o RTV[101]);
- Referendum o malem delu (potekal 10. aprila 2011; volivci so s 80,15 % proti zavrnili vladni predlog zakona o malem delu[102])
- Referendum o zakonu o preprečevanju dela in zaposlovanja na črno (potekal 5. junija 2011[103]; volivci so s 75,41 % proti zavrnili vladni predlog zakona[104]),
- Referendum o pokojninski reformi (potekal 5. junija 2011[103]; volivci so s 72,05 % proti zavrnili vladni predlog zakona[105]) in
- Referendum o zakonu o arhivih (potekal 5. junija 2011[103]; volivci so s 70,88 % proti zavrnili vladni predlog zakona[106]).

## Javno mnenje o vladi

### Politbarometer
Projekt Politbarometer, ki ga izvaja Center za raziskovanje javnega mnenja, je zabeležil sledeče odnose javnosti do 9. (Pahorjeve) vlade:
| Datum         | Podpira [%] | Ne podpira [%] | Ne ve oz. ni odgovorilo [%] | Vir     |
| ------------- | ----------- | -------------- | --------------------------- | ------- |
| December 2008 | 51          | 34             | 15                          | [ 107 ] |
| Marec 2009    | 55          | 33             | 12                          | [ 108 ] |
| Junij 2009    | 46,4        | 42,4           | 11,1                        | [ 109 ] |
| November 2009 | 46          | 47             | 9                           | [ 110 ] |
| Januar 2010   | 39,6        | 51,4           | 9                           | [ 111 ] |
| Maj 2010      | 34          | 61,4           | 4,6                         | [ 112 ] |
| Oktober 2010  | 36          | 57             | 7                           | [ 113 ] |
| December 2010 | 28          | 66             | 6                           | [ 114 ] |
| Marec 2011    | 20          | 70             | 10                          | [ 115 ] |
| Maj 2011      | 18          | 75             | 7                           | [ 116 ] |

### Vox populi
Raziskava Vox populi, ki jo izvaja Ninamedia, je zabeležila javne ocene o uspešnosti delovanja 9. (Pahorjeve) vlade:
| Datum          | Uspešno [%] | Neuspešno [%] | Ne vem [%] | Vir     |
| -------------- | ----------- | ------------- | ---------- | ------- |
| December 2008  | 55,9        | 24,4          | 19,6       | [ 117 ] |
| Januar 2009    | 44,9        | 25,5          | 29,6       | [ 118 ] |
| Februar 2009   | 39,5        | 40,6          | 19,9       | [ 119 ] |
| Marec 2009     | 51,7        | 35,9          | 12,3       | [ 120 ] |
| April 2009     | 37,2        | 53,8          | 8,9        | [ 121 ] |
| Maj 2009       | 46,8        | 43,4          | 9,7        | [ 122 ] |
| Junij 2009     | 40,4        | 51,3          | 8,3        | [ 123 ] |
| Julij 2009     | 42,6        | 53            | 4,4        | [ 124 ] |
| Avgust 2009    | 38,7        | 53            | 8,3        | [ 125 ] |
| September 2009 | 38,4        | 56,4          | 5,2        | [ 126 ] |
| Oktober 2009   | 32,2        | 60,8          | 7          | [ 127 ] |
| November 2009  | 38,4        | 56,4          | 5,2        | [ 128 ] |
| December 2009  | 35          | 58,3          | 6,7        | [ 129 ] |
| Januar 2010    | 34          | 58,9          | 7,1        | [ 130 ] |
| Februar 2010   | 32,5        | 60,9          | 6,5        | [ 131 ] |
| Marec 2010     | 26,7        | 67,9          | 5,5        | [ 132 ] |
| April 2010     | 31,1        | 63,7          | 5,2        | [ 133 ] |
| Maj 2010       | 33,3        | 58,2          | 8,5        | [ 134 ] |
| Junij 2010     | 35,7        | 59,2          | 5,1        | [ 135 ] |
| Julij 2010     | 26,7        | 66,4          | 6,9        | [ 136 ] |
| Avgust 2010    | 25,4        | 69,3          | 5,4        | [ 137 ] |
| September 2010 | 27,3        | 66,9          | 5,8        | [ 138 ] |
| Oktober 2010   | 26,8        | 67,4          | 5,8        | [ 139 ] |
| November 2010  | 17,9        | 77,1          | 5          | [ 140 ] |
| December 2010  | 19          | 77,8          | 3,2        | [ 141 ] |
| Januar 2011    | 15,9        | 78,3          | 5,7        | [ 142 ] |
| Februar 2011   | 17,5        | 78,6          | 3,9        | [ 143 ] |
| Marec 2011     | 15,5        | 81,7          | 2,8        | [ 144 ] |
| April 2011     | 14,1        | 82            | 3,8        | [ 145 ] |
| Maj 2011       | 14,7        | 79,2          | 6,1        | [ 146 ] |
| Junij 2011     | 15,3        | 80,2          | 4,5        | [ 147 ] |
| Julij 2011     | 12,4        | 81,7          | 5,9        | [ 148 ] |
| Avgust 2011    | 9,9         | 86,7          | 3,4        | [ 149 ] |
| September 2011 | 12,7        | 83,9          | 3,4        | [ 150 ] |

### Episcentrov mnenjski mikroskop
Raziskava Episcentrov mnenjski mikroskop, ki jo izvaja Episcenter, je zabeležila javne ocene o uspešnosti delovanja 9. (Pahorjeve) vlade:
| Datum          | Jo podpiram [%] | Je ne podpiram [%] | Ne vem [%] | Vir     |
| -------------- | --------------- | ------------------ | ---------- | ------- |
| September 2009 | 45              | 37                 | 18         | [ 152 ] |
| Oktober 2009   | 38              | 47                 | 14         | [ 152 ] |
| November 2009  | 40              | 40                 | 20         | [ 152 ] |
| December 2009  | 39              | 48                 | 13         | [ 152 ] |
| Januar 2010    | 42              | 43                 | 15         | [ 152 ] |
| Februar 2010   | 31              | 54                 | 15         | [ 152 ] |
| Marec 2010     | 37              | 51                 | 12         | [ 152 ] |
| April 2010     | 33              | 54                 | 13         | [ 152 ] |
| Maj 2010       | 35              | 51                 | 14         | [ 152 ] |
| Junij 2010     | 39              | 44                 | 17         | [ 152 ] |
| Julij 2010     | 35              | 54                 | 12         | [ 152 ] |
| Avgust 2010    | 29              | 54                 | 17         | [ 152 ] |
| September 2010 | 28              | 59                 | 14         | [ 152 ] |
| Oktober 2010   | 31              | 55                 | 14         | [ 152 ] |
| November 2010  | 24              | 69                 | 8          | [ 152 ] |
| December 2010  | 22              | 74                 | 5          | [ 152 ] |
| Januar 2011    | 22              | 71                 | 7          | [ 152 ] |
| Februar 2011   | 22              | 77                 | 2          | [ 152 ] |
| Marec 2011     | 28              | 70                 | 1          | [ 152 ] |
| April 2011     | 21              | 76                 | 3          | [ 152 ] |
| Maj 2011       | 21              | 77                 | 2          | [ 152 ] |
| Junij 2011     | 24              | 76                 | 0,4        | [ 152 ] |
| Julij 2011     | 24              | 73                 | 4          | [ 152 ] |
| Avgust 2011    | 20              | 77                 | 3          | [ 152 ] |

## Položaji
| Služba                                                                        | Položaj | Slika                                                | Ime | Trajanje mandata                                                                  | Koalicijska kvota                     |
| ----------------------------------------------------------------------------- | --- | ---------------------------------------------------- | --- | --------------------------------------------------------------------------------- | ------------------------------------- |
| Vlada Republike Slovenije                                                     | Predsednik vlade |                                                      | Borut Pahor | 21. november 2008 - 10. februar 2012                                              | SD                                    |
| Ministrstvo za finance                                                        | Minister |                                                      | Franc Križanič | 21. november 2008 - 10. februar 2012                                              | SD                                    |
| Ministrstvo za finance                                                        | Državni sekretar |                                                      | Helena Kamnar | 22. november 2008[153] - 11. marec 2010                                           |                                       |
| Ministrstvo za finance                                                        | Državni sekretar |                                                      | Mateja Vraničar | imenovana 15. aprila 2010[154] - 10. februar 2012                                 |                                       |
| Ministrstvo za notranje zadeve                                                | Minister |                                                      | Katarina Kresal | 21. november 2008 - odstopila 10. avgusta 2011[77]/razrešena 19. avgusta 2011[78] | LDS                                   |
| Ministrstvo za notranje zadeve                                                | Minister |                                                      | Aleš Zalar | 2. september 2011[155][84] - 10. februar 2012                                     | LDS                                   |
| Ministrstvo za notranje zadeve                                                | Državni sekretar |                                                      | Goran Klemenčič | 22. november 2008[153] - 1. junij 2010[156]                                       |                                       |
| Ministrstvo za notranje zadeve                                                | Državni sekretar |                                                      | Damjan Lah | 3. junij 2010[157] - 19. avgusta 2011[78]                                         |                                       |
| Ministrstvo za notranje zadeve                                                | Državni sekretar | 3. september 2011[157] - 9. september 2011[158][159] | Damjan Lah |                                                                                   |                                       |
| Ministrstvo za zunanje zadeve                                                 | Minister |                                                      | Samuel Žbogar | 21. november 2008 - 10. februar 2012                                              | SD                                    |
| Ministrstvo za zunanje zadeve                                                 | Državni sekretar |                                                      | Dragoljuba Benčina | 21. november 2008 - 10. februar 2012                                              |                                       |
| Ministrstvo za pravosodje                                                     | Minister |                                                      | Aleš Zalar | 21. november 2008 - 10. februar 2012                                              | LDS                                   |
| Ministrstvo za pravosodje                                                     | Državni sekretar |                                                      | Boštjan Škrlec | 22. november 2008[153] - 10. februar 2012                                         |                                       |
| Ministrstvo za obrambo                                                        | Minister |                                                      | Ljubica Jelušič | 21. november 2008 - 10. februar 2012                                              | SD                                    |
| Ministrstvo za obrambo                                                        | Državni sekretar |                                                      | Uroš Krek | 21. november 2008 - 13. januar 2011                                               |                                       |
| Ministrstvo za obrambo                                                        | Državni sekretar |                                                      | Boris Balant | 14. januar 2011[160] - 10. februar 2012                                           |                                       |
| Ministrstvo za delo, družino in socialne zadeve                               | Minister |                                                      | Ivan Svetlik | 21. november 2008 - 10. februar 2012                                              | DeSUS[nb 1] (do 11. aprila 2011)[162] |
| Ministrstvo za delo, družino in socialne zadeve                               | Državni sekretar |                                                      | Anja Kopač | 21. november 2008[163] - 10. februar 2012                                         |                                       |
| Ministrstvo za gospodarstvo                                                   | Minister |                                                      | Matej Lahovnik | 21. november 2008 - 16. julij 2010                                                | Zares (izstopil)                      |
| Ministrstvo za gospodarstvo                                                   | Minister |                                                      | Darja Radić | 16. julij 2010 - 27. junij 2011[164]                                              | Zares; odstopila                      |
| Ministrstvo za gospodarstvo                                                   | Minister |                                                      | Mitja Gaspari | 11. julij 2011[70] - 10. februar 2012                                             | SD; začasni minister                  |
| Ministrstvo za gospodarstvo                                                   | Državni sekretar |                                                      | Darja Radić | 22. november 2008[153] - 16. julij 2010                                           | Zares                                 |
| Ministrstvo za gospodarstvo                                                   | Državni sekretar |                                                      | Viljem Pšeničny | 1. avgust 2010[165] - 30. april 2011[166]                                         |                                       |
| Ministrstvo za gospodarstvo                                                   | Državni sekretar |                                                      | Janko Burgar | 1. maj 2011[166] - 11. julij 2011[167]                                            |                                       |
| Ministrstvo za kmetijstvo, gozdarstvo in prehrano                             | Minister |                                                      | Milan Pogačnik | 21. november 2008 - 10. marec 2010[168]                                           | SD                                    |
| Ministrstvo za kmetijstvo, gozdarstvo in prehrano                             | Minister |                                                      | Henrik Gjerkeš | 30. marec - 5. maj 2010[169]                                                      | DeSUS                                 |
| Ministrstvo za kmetijstvo, gozdarstvo in prehrano                             | Minister |                                                      | Dejan Židan | 5. maj 2010 - 10. februar 2012                                                    | SD                                    |
| Ministrstvo za kmetijstvo, gozdarstvo in prehrano                             | Državni sekretar |                                                      | Sonja Bukovec | 22. november 2008[153] - 10. marec 2010                                           |                                       |
| Ministrstvo za kmetijstvo, gozdarstvo in prehrano                             | Državni sekretar |                                                      | Tanja Strniša | 13. maj 2010[170] - 10. februar 2012                                              |                                       |
| Ministrstvo za kulturo                                                        | Minister |                                                      | Majda Širca Ravnikar | 21. november 2008 - 27. junij 2011[164]                                           | Zares                                 |
| Ministrstvo za kulturo                                                        | Minister |                                                      | Boštjan Žekš | 11. julij 2011[70] - 10. februar 2012                                             | SD; začasni minister                  |
| Ministrstvo za kulturo                                                        | Državni sekretar |                                                      | Stojan Pelko | 22. november 2008[153] - 11. julij 2011[167]                                      |                                       |
| Ministrstvo za kulturo                                                        | Državni sekretar |                                                      | Jožef Školč | imenovan 20. julija 2011; zasedel položaj 25. julija 2011[171] - 10. februar 2012 | LDS                                   |
| Ministrstvo za okolje in prostor                                              | Minister |                                                      | Karl Erjavec | 21. november 2008 - 12. februar 2010                                              | DeSUS                                 |
| Ministrstvo za okolje in prostor                                              | Minister |                                                      | Roko Žarnić | 12. februar 2010[172] -                                                           | DeSUS                                 |
| Ministrstvo za okolje in prostor                                              | Državni sekretar |                                                      | Zoran Kus | 21. november 2008 - 26. avgust 2010[173]                                          |                                       |
| Ministrstvo za okolje in prostor                                              | Državni sekretar |                                                      | Peter Gašperšič | 26. avgust 2010 - 10. februar 2012[173]                                           |                                       |
| Ministrstvo za promet                                                         | Minister |                                                      | Patrick Vlačič | 21. november 2008 - 10. februar 2012                                              | SD                                    |
| Ministrstvo za promet                                                         | Državni sekretar |                                                      | Igor Jakomin | 22. november 2008[153] - 10. februar 2012                                         |                                       |
| Ministrstvo za šolstvo in šport                                               | Minister |                                                      | Igor Lukšič | 21. november 2008 - 10. februar 2012                                              | SD                                    |
| Ministrstvo za šolstvo in šport                                               | Državni sekretar |                                                      | Alenka Kovšča | 22. november 2008[153] - 10. februar 2012                                         |                                       |
| Ministrstvo za zdravje                                                        | Minister |                                                      | Borut Miklavčič | 21. november 2008 - 7. april 2010                                                 | SD                                    |
| Ministrstvo za zdravje                                                        | Minister |                                                      | Dorjan Marušič | 7. april 2010[45] - 10. februar 2012                                              | SD                                    |
| Ministrstvo za zdravje                                                        | Državni sekretar |                                                      | Slavko Ziherl | 22. november 2008[153] - 4. december 2008                                         | LDS                                   |
| Ministrstvo za zdravje                                                        | Državni sekretar |                                                      | Ivan Eržen | 21. november 2008[163] - 10. februar 2012                                         |                                       |
| Ministrstvo za javno upravo                                                   | Minister |                                                      | Irma Pavlinič Krebs | 21. november 2008 - 27. junij 2011[164]                                           | Zares                                 |
| Ministrstvo za javno upravo                                                   | Minister |                                                      | Borut Pahor | 11. julij 2011[70] - 10. februar 2012                                             | SD; začasni minister                  |
| Ministrstvo za javno upravo                                                   | Državni sekretar |                                                      | Branko Lobnikar | 22. november 2008[153] - 7. september 2009[174]                                   | Zares                                 |
| Ministrstvo za javno upravo                                                   | Državni sekretar |                                                      | Tina Teržan | 1. oktober 2009[175] - 11. julij 2011[167]                                        |                                       |
| Ministrstvo za visoko šolstvo, znanost in tehnologijo                         | Minister |                                                      | Gregor Golobič | 21. november 2008 - 2. junij 2011[65]                                             | Zares                                 |
| Ministrstvo za visoko šolstvo, znanost in tehnologijo                         | Minister |                                                      | Igor Lukšič | 23. junij 2011[66] - 10. februar 2012                                             | SD                                    |
| Ministrstvo za visoko šolstvo, znanost in tehnologijo                         | Državni sekretar |                                                      | József Györkös | 22. november 2008[153] - 2. junij 2011                                            |                                       |
| Služba Vlade Republike Slovenije za razvoj in evropske zadeve                 | Minister brez resorja |                                                      | Mitja Gaspari | 21. november 2008 - 10. februar 2012                                              |                                       |
| Služba Vlade Republike Slovenije za razvoj in evropske zadeve                 | Državni sekretar |                                                      | Andreja Jerina | 22. november 2008[153] - 10. februar 2012                                         |                                       |
| Služba Vlade Republike Slovenije za lokalno samoupravo in regionalno politiko | Minister brez resorja |                                                      | Zlata Ploštajner | 21. november 2008 - 22. oktobra 2009                                              | DeSUS                                 |
| Služba Vlade Republike Slovenije za lokalno samoupravo in regionalno politiko | Minister brez resorja |                                                      | Henrik Gjerkeš | 22. oktober 2009[39] - 21. december 2010[176]                                     | DeSUS                                 |
| Služba Vlade Republike Slovenije za lokalno samoupravo in regionalno politiko | Minister brez resorja |                                                      | Duša Trobec Bučan | 11. januar 2011[52][177] - 18. april 2011[53]                                     | DeSUS                                 |
| Služba Vlade Republike Slovenije za lokalno samoupravo in regionalno politiko | Minister brez resorja |                                                      | Boštjan Žekš | 21. april 2011[59] 18. julij 2011[178]                                            | začasno nadomeščanje                  |
| Služba Vlade Republike Slovenije za lokalno samoupravo in regionalno politiko | S sprejetjem Odloka o spremembah Odloka o ustanovitvi in delovnih področjih Službe Vlade Republike Slovenije za lokalno samoupravo in regionalno politiko z dne 30. junija 2011 službo lahko vodi minister brez resorja, državni sekretar ali direktor.[179] |                                                      | |                                                                                   |                                       |
| Služba Vlade Republike Slovenije za lokalno samoupravo in regionalno politiko | Državni sekretar |                                                      | Meta Vesel Valentinčič | 21. november 2008 - 24. december 2009[180]                                        |                                       |
| Služba Vlade Republike Slovenije za lokalno samoupravo in regionalno politiko | Državni sekretar |                                                      | Duša Trobec Bučan | 24. december 2008 - 11. januar 2011                                               |                                       |
| Služba Vlade Republike Slovenije za lokalno samoupravo in regionalno politiko | Državni sekretar |                                                      | Damijan Pavlin | 3. marec 2011[181] - 18. april 2011[182]                                          |                                       |
| Služba Vlade Republike Slovenije za lokalno samoupravo in regionalno politiko | Državni sekretar |                                                      | Bojan Suvorov | 18. julij 2011[178] - 10. februar 2012                                            |                                       |
| Urad Vlade Republike Slovenije za Slovence v zamejstvu in po svetu            | Minister brez resorja |                                                      | Boštjan Žekš | 21. november 2008 - 10. februar 2012                                              |                                       |
| Urad Vlade Republike Slovenije za Slovence v zamejstvu in po svetu            | Državni sekretar |                                                      | Boris Jesih | 22. november 2008[153] - 10. februar 2012                                         |                                       |
| Kabinet predsednika Vlade Republike Slovenije                                 | Vodja kabineta |                                                      | Simona Dimic | 22. november 2008[153] - 22. oktober 2010                                         | odstopila                             |
| Kabinet predsednika Vlade Republike Slovenije                                 | V.d. vodje kabineta |                                                      | Jadranka Gustinčič | 25. oktober 2010[48] - 10. februar 2012                                           |                                       |
| Kabinet predsednika Vlade Republike Slovenije                                 | Državni sekretar |                                                      | Nataša Kovač (zveza med predsednikom vlade in parlamentov za izvrševanje koalicijske pogodbe)[183]                                            | 22. november 2008[153] - 10. februar 2012                                         |                                       |
| Kabinet predsednika Vlade Republike Slovenije                                 | Državni sekretar |                                                      | Jožef Školč (za nevladne organizacije) | 22. november 2008[153] - 10. februar 2012                                         |                                       |
| Kabinet predsednika Vlade Republike Slovenije                                 | Državni sekretar |                                                      | Miloš Pavlica (za socalno politiko)[183] | 22. november 2008[153] - 10. februar 2012                                         |                                       |
| Kabinet predsednika Vlade Republike Slovenije                                 | Državni sekretar |                                                      | Rado Genorio (implementacija evropskih politik v Sloveniji)[183]                                                                              | ? - 10. februar 2012                                                              |                                       |
| Kabinet predsednika Vlade Republike Slovenije                                 | Državni sekretar |                                                      | Andrej Horvat (vodja Medresorske komisije za usklajevanje ukrepov razvojne podpore pomurski regiji in Pokolpju; nato le za Belo Krajino)[184] | ? 2008 - 20. oktober 2011[185]                                                    | SD                                    |
| Generalni sekretariat Vlade Republike Slovenije                               | Generalni sekretar |                                                      | Milan M. Cvikl | 22. november 2008[153] - ?                                                        |                                       |
| Generalni sekretariat Vlade Republike Slovenije                               | Generalni sekretar |                                                      | Helena Kamnar | 11. marec 2010[186] - 10. februar 2012                                            |                                       |

## Delovna telesa
- Odbor za državno ureditev in javne zadeve Vlade Republike Slovenije
- Odbor za gospodarstvo in trajnostni razvoj Vlade Republike Slovenije
- Komisija za administrativne zadeve Vlade Republike Slovenije
- Svet za nacionalno varnost Republike Slovenije
- Kadrovsko-akreditacijski svet Vlade Republike Slovenije
- Komisija za narodnosti Vlade Republike Slovenije[187]
- Komisija za zaščito romske skupnosti Vlade Republike Slovenije[187]